# MedStar II: Curandera Jedi
MedStar II: Curandera Jedi es la cuarta novela de la serie Las Guerras Clon, y segunda parte de la bilogía MedStar basada en el universo de la Guerra de las Galaxias, más concretamente en el conflicto ficticio llamado las Guerras Clon. Fue escrita por Michael Reaves y Steve Perry y publicada en España en mayo de 2005 por la editorial Alberto Santos Editor.

## Argumento
Ya han transcurrido dos años de Guerras Clon y la aprendiz Barriss Offee ha sido enviada a una última misión tras la cual será promocionada al rango de Caballera Jedi. Una brutal batalla se desarrolla en el planeta Drongar por el control de una misteriosa planta llamada bota, con increíbles efectos curativos.
El libro continúa con algún nuevo personaje, intrígas y una relación prohibida culturalmente entre Jso Vandar y la enfermera Tolk, que parece ser la traidora del grupo. El final muestra que el traidor era el psicólogo Klo Merit y Jos y Tolk acaban juntos, rechazando los tabúes culturales, mientras que Barriss Offee puede acceder al rango de Caballera Jedi.
Por último la codiciada bota acaba muriendo por todo el planeta y extinguiéndose rápidamente por motivos desconocidos.